# María Bolena
María Bolena, llamada en inglés Mary Boleyn o Lady Mary Boleyn (Blickling Hall, c.1499 - Rochford, 19 de julio de 1543), fue una noble inglesa, perteneciente a la famosa familia Bolena, que disfrutó de una influencia considerable a principios del siglo XVI. Era tía de Isabel I de Inglaterra.
María fue una de las amantes de Enrique VIII de Inglaterra y también, según se dice, de su rival, el rey Francisco I de Francia. Contrajo matrimonio en dos ocasiones y muchos historiadores concuerdan en que era la hermana mayor de Ana Bolena. Los testimonios de la descendencia tanto de María como de Ana hacen suponer más fiable la tesis de que María era la mayor de las hermanas aunque algunos estudiosos creen lo contrario.  
Su historia siempre ha pasado desapercibida debido a que su hermana Ana es más famosa, pero en los últimos años ha sido más conocida gracias a la novela La otra Bolena de la escritora inglesa Philippa Gregory, y a la adaptación al cine de esta novela, en la cual Scarlett Johanson interpreta a María y Natalie Portman a Ana.

## Biografía

### Primeros años

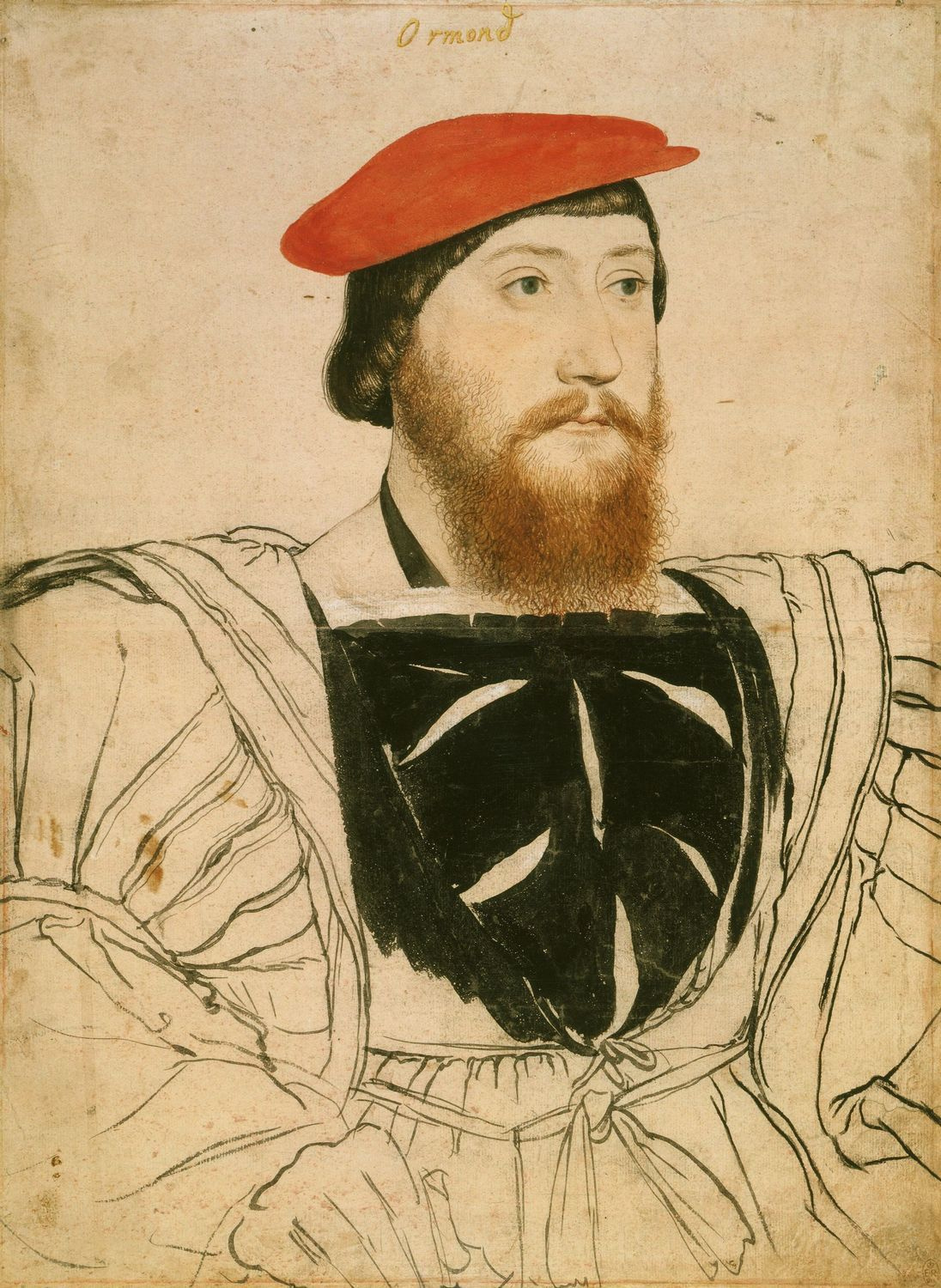
Tomás Bolena, padre de María, un hombre ambicioso que se sirvió de la relación de Enrique VIII y su hija para obtener diversos honores. Dibujo de Hans Holbein el Joven.

María Bolena nació en Blickling Hall, Norfolk. Fue hija de un acaudalado diplomático, Tomás Bolena y de su esposa, lady Isabel Howard. No hay pruebas que permitan concretar con seguridad la fecha de su nacimiento, pero se sabe con seguridad que fue entre 1499 y 1504. La mayoría de los historiadores se inclinan más por la posibilidad de 1499. Hay pruebas documentales que sugieren que era además la mayor de los tres hermanos de esta familia. La prueba sugiere que los miembros de la familia Bolena que sobrevivieron creían que María había sido la mayor. En 1597, su nieto, Lord Hunsdon, reclamó el título de conde de Ormonde, por ser el legítimo heredero de la familia Bolena. De acuerdo con las estrictas reglas de la herencia aristocrática, si Ana hubiese sido la hermana mayor, el título habría sido transferido a su hija, la reina Isabel I de Inglaterra.
Hubo un momento en que se creyó que fue María la que comenzó su educación en el extranjero y estuvo un tiempo en compañía de la archiduquesa Margarita de Austria, pero ahora está claro que fue su hermana pequeña, Ana. María permaneció en Inglaterra la mayor parte de su infancia. No fue hasta 1514, cuando tenía aproximadamente 15 años, que fue enviada al extranjero. Su padre le aseguró una plaza como dama de honor de la hermana del rey, la princesa María Tudor, quien se trasladó a París para casarse con el rey Luis XII de Francia. Después de unas pocas semanas, a muchas de las damas de honor se les ordenó marcharse pero a María Bolena se le permitió quedarse, probablemente por los contactos de su padre como embajador inglés. Incluso cuando la hermana del rey abandonó Francia tras la muerte de su marido el 1 de enero de 1515, María Bolena permaneció en la corte de los nuevos monarcas, Francisco I de Francia y Claudia de Francia.

## Romance real en Francia

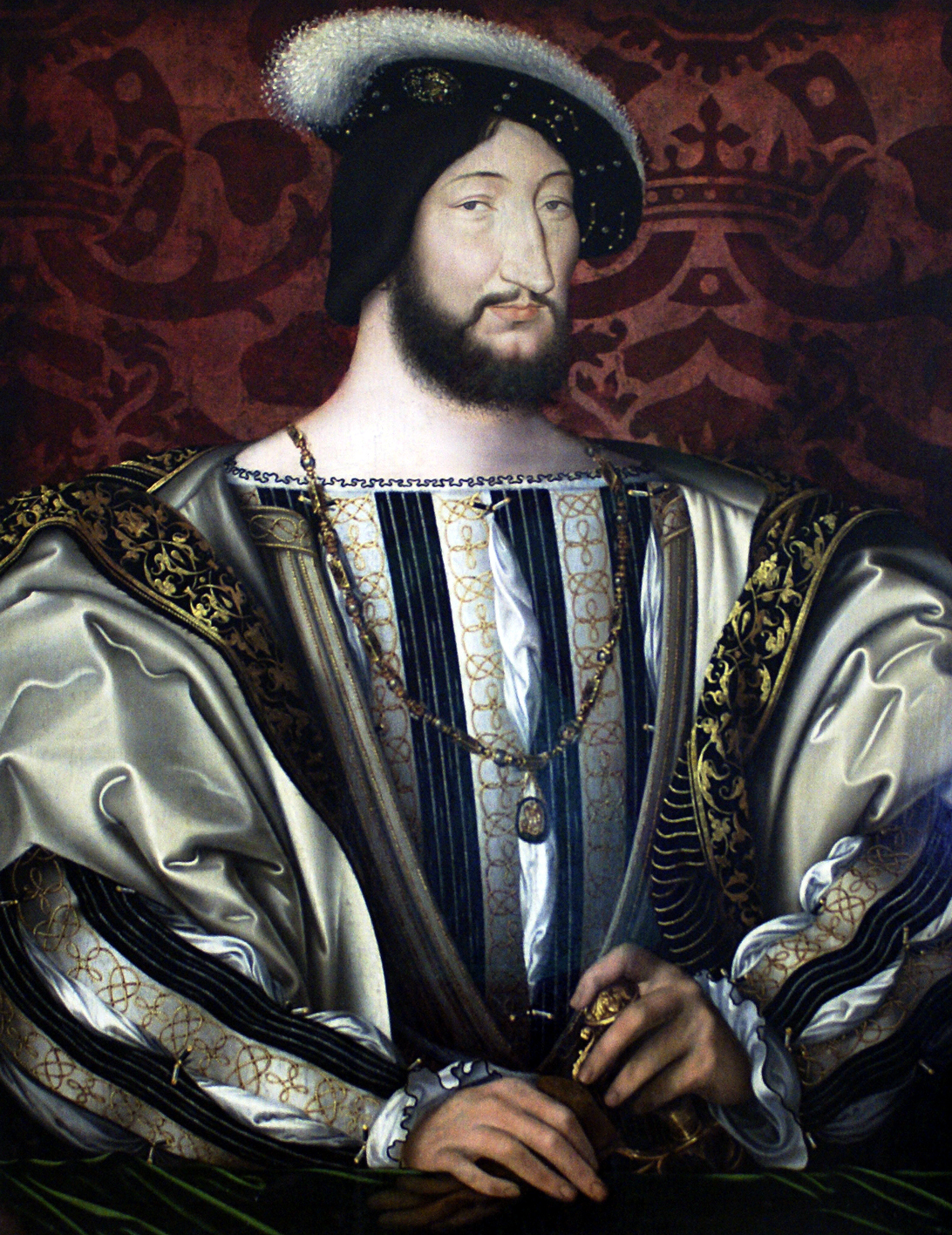
Francisco I de Francia, María y él fueron amantes durante la estancia de ella en la corte francesa. Pintado por Jean Clouet (Museo del Louvre).

María fue visitada en París por su padre, Thomas y su hermana, Ana, que había estado el último año estudiando en Holanda. Mientras servía en Francia, María se convirtió en amante del rey Francisco I, quien años después la describió como "una gran puta, la más infame de todas". Cuando su relación con Francisco terminó, María se embarcó, supuestamente, en muchas relaciones amorosas, que tarde o temprano condujeron a su despido de la corte francesa y a su regreso a Inglaterra. Algunos historiadores se preguntan si estas historias sobre la promiscuidad de María se hubieran exagerado demasiado en la época, pero hay un acuerdo general en que fueron al menos en parte ciertas.
Se dijo que los padres de María y su hermana habían sido mortificados por sus actos y que se llevaron un gran alivio cuando pudieron llevarla de vuelta a Inglaterra en 1519.  Se le dio el trabajo de dama de compañía de la reina de Inglaterra, Catalina de Aragón, durante los últimos diez años de su matrimonio con Enrique VIII.

## Primer matrimonio

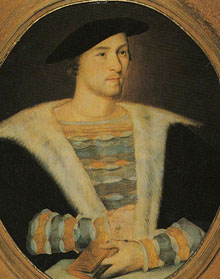
William Carey su primer esposo.

Un año después de su regreso a Inglaterra, María se casó con William Carey, el 4 de febrero de 1520, un cortesano adinerado y con buenos contactos, que había conseguido los favores del rey. Enrique VIII fue invitado a la ceremonia y probablemente poco después comenzó un romance con María, a quien su padre y su tío materno (Thomas Howard, III duque de Norfolk) utilizaron como un peón para obtener diversos honores. Esta confusión sobre cuándo comenzó su relación se debe a muchos factores. Primero, no se sabe cuanto duró el romance exactamente. Segundo, nunca fue hecho público y María no disfrutó del tipo de fama, riqueza y poder que tenían las amantes de reyes en países extranjeros (como Francia). Durante su relación o poco después de haber finalizado, la leyenda establece que uno o los dos de los hijos de María habían sido engendrados por el rey. Sin embargo, hay pocas pruebas.
Un testigo notó semejanza entre un hijo de María y Enrique VIII, pero el testigo en cuestión era John Hales, vicario de Isleworth, quien diez años después del nacimiento del muchacho dijo que había conocido a un joven Señor Carey, de quien decían algunos monjes que era bastardo del rey. No hay ninguna otra prueba de que Henry Carey fuera hijo biológico del rey y una lectura de cerca a Letters and Papers (una colección de documentos de ese periodo) apuntan claramente que Henry nació en marzo de 1526, año en el que se cree que el romance ya había terminado.

## Ascensión al trono de Ana Bolena

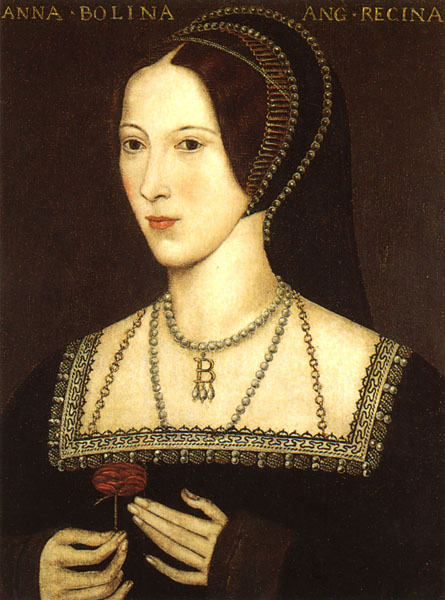
Ana Bolena, reina de Inglaterra y hermana de María, con la que tuvo una relación muy especial. Retrato de pintor desconocido (Castillo de Hever, Kent).

La hermana de María, Ana Bolena, regresó a Inglaterra en 1522 y logró una considerable popularidad en la corte. Las dos hermanas no estaban particularmente unidas y Ana se movía en círculos sociales diferentes. 
Aunque se decía que María era más atractiva que su hermana, era Ana quien parecía ser más ambiciosa, más astuta y más culta. Rehusó ser amante del rey, probablemente más por inteligencia y ambición que por virtud. Parece ser que Ana sabía que formaba parte del carácter del rey el querer lo que no podía tener y desde que la joven declinó suficientes veces sus propuestas sexuales, él comenzó a desearla. A mediados de 1527, Enrique decidió casarse con ella. Ana aceptó su propuesta y de esa forma se convirtió en la "otra mujer" en el divorcio del rey con Catalina de Aragón. 
Un año después, cuando el marido de María falleció durante un "brote de sudores" (una fiebre), ésta le entregó a Ana Bolena el cuidado de su hijo, el joven Henry Carey. Era costumbre entre la aristocracia inglesa poner a los hijos de uno al cuidado de familiares más ricos, lo que era bastante necesario en el caso de María, pues su marido le había dejado al morir un número considerable de deudas que solo su hermana podía sufragar. Ana consiguió que el hijo de María fuera educado en un respetable monasterio cisterciense. El padre de María no mostró intención alguna en ayudarla en los problemas financieros en los que su marido la había situado, pero Ana consiguió para ella una pensión anual de cien libras.

## Segundo matrimonio

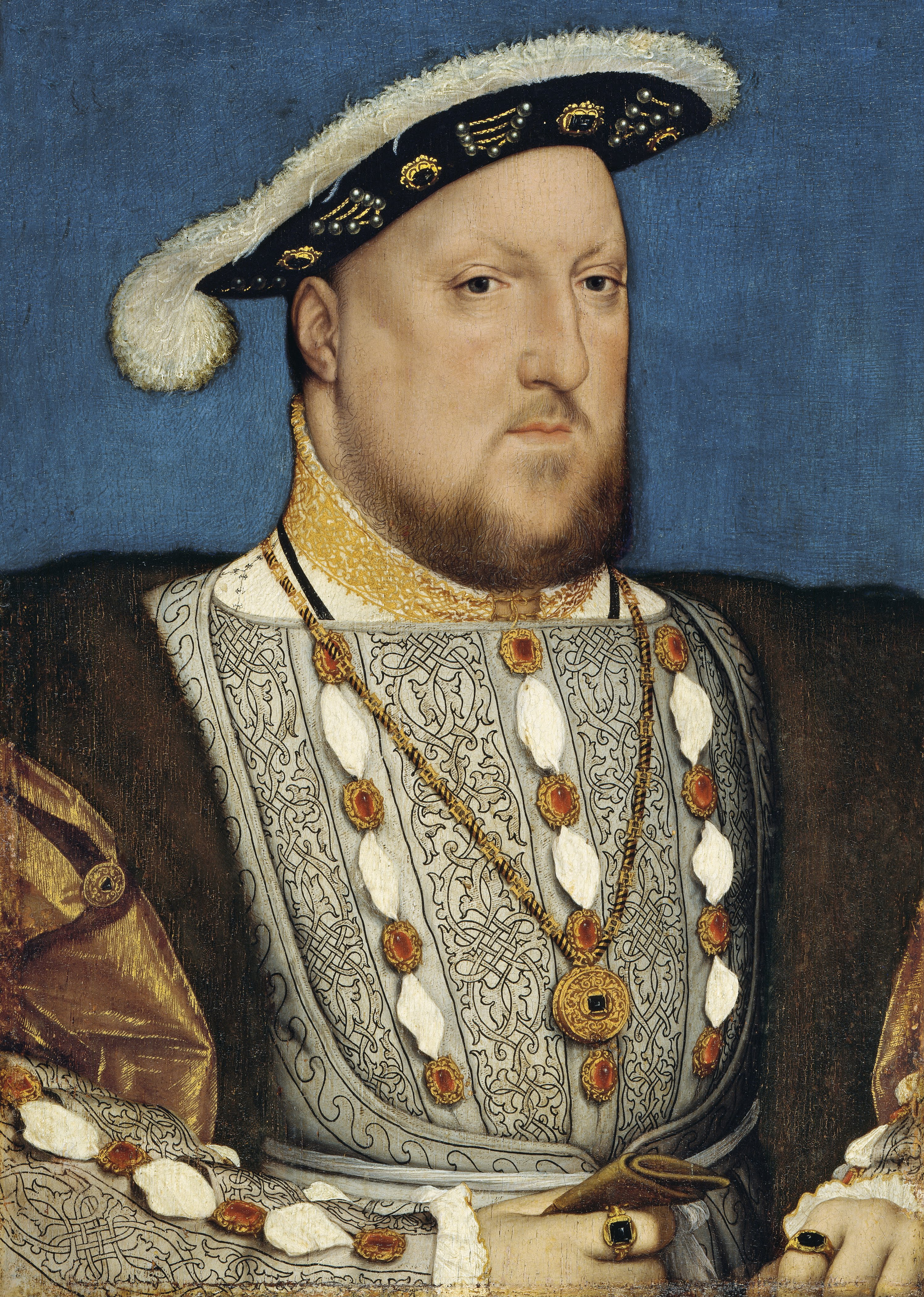
Enrique VIII de Inglaterra, de quien fue amante María Bolena. Retrato de Hans Holbein el Joven (Museo Thyssen-Bornemisza, Madrid).

Cuando Ana fue a Calais con Enrique VIII en una visita de estado en 1532, María fue una de sus acompañantes. Ana fue coronada reina el 1 de junio de 1533 y dio a luz a su primera hija (quien más tarde sería la reina Isabel) ese otoño. En 1534, María se casó en secreto con William Stafford, un plebeyo sin rango y pobres ganancias. Debido a estas características, los historiadores sospechan que fue un matrimonio por amor, ya que no había otra razón por la que ella se casaría con alguien de una clase social tan lejana a la suya. Cuando esto fue descubierto, la pareja fue desterrada de la corte por la misma reina Ana. La pareja tuvo dos hijos.
Sus circunstancias financieras llegaron a ser tan desesperantes que María se rebajó a rogarle a Thomas Cromwell que hablara con el rey en su favor. Enrique, sin embargo, fue indiferente a su plegaria. Entonces, María le pidió a Cromwell que hablara con su padre, con su tío y con su hermano, pero no consiguió nada.
Fue Ana quien se arrepintió primero. Le mandó a María una magnífica copa de oro y algo de dinero, pero aún seguía rehusando a que volviera a la corte. Esta reconciliación parcial fue la única que tuvieron las dos hermanas, ya que no se encontraron desde 1534 hasta la muerte de Ana en 1536.
La vida de María entre 1534 y la ejecución de su hermana, el 19 de mayo de 1536 es difícil de concretar. No visitó a su madre, ni a su hermana Ana cuando fue encarcelada en la Torre de Londres. Tampoco intentó visitar a su hermano Jorge Bolena, también condenado a muerte por traición e incesto, ni hay pruebas de que les hubiese escrito. Como su tío, Thomas Howard, III duque de Norfolk, puede que María no quisiera ser relacionada con sus malogrados familiares para evitar más sucesos desgraciados. 
María y su marido permanecieron en su retiro en Rochford, Essex.Tras la ejecución de Ana, su madre se fue de la corte real, muriendo aislada solo un año después de la muerte de su hija. Thomas, murió al año siguiente. Después de la muerte de sus padres, María heredó algunas de las propiedades de la familia Bolena en Essex. 

## Muerte
Se cree que vivió el resto de sus días en el anonimato y en relativa comodidad con su marido. Murió de causas desconocidas, a una edad relativamente joven incluso para los estándares de la época, el 19 de julio de 1543.

## Descendencia
De su primer matrimonio con William Carey nacieron dos hijos:
- Catalina Carey (c.1522 — 15 de enero de 1568), fue dama de honor de Ana de Cleves y Catalina Howard. Se casó con Francis Knollys, caballero de Garter. Más tarde fue dama de honor de su prima, Isabel I. Una de sus hijas, Lettice Knollys, fue la segunda esposa de Robert Dudley, conde de Leicester, el favorito de la reina Isabel;
- Enrique Carey, barón de Hunsdon, (4 de marzo de 1526 — 23 de julio de 1596), nombrado barón por la reina Isabel I justo después de su coronación y luego se convirtió en caballero de la Orden de la Jarretera. Isabel le ofreció a Henry, cuando estaba muriendo, el título de conde de Ormonde (título que pertenecía a la familia Bolena y que había estado reclamando bastante tiempo), pero él rehusó el honor.

De su segundo matrimonio con William Stafford también nacieron dos hijos:
- Eduardo Stafford (c.1535 — c.1545), murió joven;
- Ana Stafford (c.1536 — ¿?), supuesta hija nombrada en honor a su recién fallecida hermana. Aunque algunos creen que sólo es mentira, la existencia de está niña aún es defendida por historiadores. Se desconoce si vivió hasta la adultez o se casó, no hay más registro sobre ella.

## Relación con Juana Seymour y Catalina Howard
|                 |                 |                 |                 |                 |                 |  |  |                  |                  |                  |                  |                  |                  |              |              |                  |                  |                  |                  | Elizabeth Cheney |                  |            |            |            |            |          |          |              |              |              |              |              |              |                   |                   |                   |                   |                   |                   |               |               |  |  |  |  |  |  |  |  |  |  |  |  |  |  |
|                 |                 |                 |                 |                 |                 |  |  |                  |                  |                  |                  |                  |                  |              |              |                  |                  |                  |                  |                  |                  |            |            |            |            |          |          |              |              |              |              |              |              |                   |                   |                   |                   |                   |                   |               |               |  |  |  |  |  |  |  |  |  |  |  |  |  |  |
|                 |                 |                 |                 |                 |                 |  |  |                  |                  |                  |                  |                  |                  |              |              |                  |                  |                  |                  |                  |                  |            |            |            |            |          |          |              |              |              |              |              |              |                   |                   |                   |                   |                   |                   |               |               |  |  |  |  |  |  |  |  |  |  |  |  |  |  |
|                 |                 |                 |                 |                 |                 |  |  | Elizabeth Tilney | Elizabeth Tilney | Elizabeth Tilney | Elizabeth Tilney | Elizabeth Tilney | Elizabeth Tilney |              |              |                  |                  |                  |                  |                  |                  |            |            |            |            |          |          |              |              |              |              |              |              | Anne Say          | Anne Say          | Anne Say          | Anne Say          | Anne Say          | Anne Say          |               |               |  |  |  |  |  |  |  |  |  |  |  |  |  |  |
|                 |                 |                 |                 |                 |                 |  |  | Elizabeth Tilney | Elizabeth Tilney | Elizabeth Tilney | Elizabeth Tilney | Elizabeth Tilney | Elizabeth Tilney |              |              |                  |                  |                  |                  |                  |                  |            |            |            |            |          |          |              |              |              |              |              |              | Anne Say          | Anne Say          | Anne Say          | Anne Say          | Anne Say          | Anne Say          |               |               |  |  |  |  |  |  |  |  |  |  |  |  |  |  |
|                 |                 |                 |                 |                 |                 |  |  |                  |                  |                  |                  |                  |                  |              |              |                  |                  |                  |                  |                  |                  |            |            |            |            |          |          |              |              |              |              |              |              |                   |                   |                   |                   |                   |                   |               |               |  |  |  |  |  |  |  |  |  |  |  |  |  |  |
| Edmund Howard   | Edmund Howard   | Edmund Howard   | Edmund Howard   | Edmund Howard   | Edmund Howard   |  |  |                  |                  |                  |                  |                  |                  |              |              | Elizabeth Howard | Elizabeth Howard | Elizabeth Howard | Elizabeth Howard | Elizabeth Howard | Elizabeth Howard |            |            |            |            |          |          |              |              |              |              |              |              | Margery Wentworth | Margery Wentworth | Margery Wentworth | Margery Wentworth | Margery Wentworth | Margery Wentworth |               |               |  |  |  |  |  |  |  |  |  |  |  |  |  |  |
| Edmund Howard   | Edmund Howard   | Edmund Howard   | Edmund Howard   | Edmund Howard   | Edmund Howard   |  |  |                  |                  |                  |                  |                  |                  |              |              | Elizabeth Howard | Elizabeth Howard | Elizabeth Howard | Elizabeth Howard | Elizabeth Howard | Elizabeth Howard |            |            |            |            |          |          |              |              |              |              |              |              | Margery Wentworth | Margery Wentworth | Margery Wentworth | Margery Wentworth | Margery Wentworth | Margery Wentworth |               |               |  |  |  |  |  |  |  |  |  |  |  |  |  |  |
|                 |                 |                 |                 |                 |                 |  |  |                  |                  |                  |                  |                  |                  |              |              |                  |                  |                  |                  |                  |                  |            |            |            |            |          |          |              |              |              |              |              |              |                   |                   |                   |                   |                   |                   |               |               |  |  |  |  |  |  |  |  |  |  |  |  |  |  |
| Catalina Howard | Catalina Howard | Catalina Howard | Catalina Howard | Catalina Howard | Catalina Howard |  |  |                  |                  |                  |                  | María Bolena     | María Bolena     | María Bolena | María Bolena | María Bolena     | María Bolena     |                  |                  | Ana Bolena       | Ana Bolena       | Ana Bolena | Ana Bolena | Ana Bolena | Ana Bolena |          |          | Enrique VIII | Enrique VIII | Enrique VIII | Enrique VIII | Enrique VIII | Enrique VIII |                   |                   | Juana Seymour     | Juana Seymour     | Juana Seymour     | Juana Seymour     | Juana Seymour | Juana Seymour |  |  |  |  |  |  |  |  |  |  |  |  |  |  |
| Catalina Howard | Catalina Howard | Catalina Howard | Catalina Howard | Catalina Howard | Catalina Howard |  |  |                  |                  |                  |                  | María Bolena     | María Bolena     | María Bolena | María Bolena | María Bolena     | María Bolena     |                  |                  | Ana Bolena       | Ana Bolena       | Ana Bolena | Ana Bolena | Ana Bolena | Ana Bolena |          |          | Enrique VIII | Enrique VIII | Enrique VIII | Enrique VIII | Enrique VIII | Enrique VIII |                   |                   | Juana Seymour     | Juana Seymour     | Juana Seymour     | Juana Seymour     | Juana Seymour | Juana Seymour |  |  |  |  |  |  |  |  |  |  |  |  |  |  |
|                 |                 |                 |                 |                 |                 |  |  |                  |                  |                  |                  |                  |                  |              |              |                  |                  |                  |                  |                  |                  |            |            |            |            |          |          |              |              |              |              |              |              |                   |                   |                   |                   |                   |                   |               |               |  |  |  |  |  |  |  |  |  |  |  |  |  |  |
|                 |                 |                 |                 |                 |                 |  |  |                  |                  |                  |                  |                  |                  |              |              |                  |                  |                  |                  |                  |                  |            |            | Isabel I   | Isabel I   | Isabel I | Isabel I | Isabel I     | Isabel I     |              |              | Eduardo VI   | Eduardo VI   | Eduardo VI        | Eduardo VI        | Eduardo VI        | Eduardo VI        |                   |                   |               |               |  |  |  |  |  |  |  |  |  |  |  |  |  |  |

## Descendientes
María Bolena es antepasada lejana de Winston Churchill, P. G. Wodehouse, Elizabeth Bowes-Lyon, Isabel II del Reino Unido, Diana de Gales, Sarah Ferguson y Catalina de Gales.

## María Bolena en la ficción
Tanto Perdita Weeks (The Tudors) como Scarlett Johansson (The Other Boleyn Girl) interpretan a María Bolena.
También aparece su personaje de una forma ficticia en las novelas The Secret Diary of Anne Boleyn de Robin Maxwell, I, Elizabeth de Rosalind Miles, The Rose of Hever de Maureen Peters, La dama de la Torre (The Lady in the Tower) de Jean Plaidy, Mistress Anne de Norah Lofts, Anne Boleyn de Evelyn Anthony. Además es el personaje principal en la novela de Karen Harper La última Bolena, una adaptación de la vida de María desde su infancia hasta la muerte de su hermana y en la novela de Philippa Gregory La otra Bolena (2002).
| Año  | Película              | Director        | Personaje          |
| ---- | --------------------- | --------------- | ------------------ |
| 2008 | The Other Boleyn Girl | Justin Chadwick | Scarlett Johansson |
| 2007 | Los Tudor             | Michael Hirts   | Perdita Weeks      |
| 2003 | The other Boleyn girl | Michael Hirts   | Natascha McElhone  |
| 1969 | Ana de los mil días   | Charles Jarrott | Valerie Gearon     |